# サッファーフ
アブー・アル＝アッバース・アブドゥッラー・イブン・ムハンマド・アッ＝サッファーフ（アラビア語: أبو العباس عبد الله بن محمد السفاح、Abu al-`Abbās `Abdu'llāh ibn Muḥammad as-Saffāḥ、722年 - 754年6月10日）は、アッバース朝の初代カリフ（在位：750年1月25日 - 754年6月10日）。
通称（クンヤ）はアブー・アル＝アッバース（Abu al-`Abbās）。称号（ラカブ）のサッファーフ（as-Saffāḥ）は「惜しみなく注ぐ者」「財を与える者」を意味し、即位の時に行ったフトバ（説教）に由来する。また、サッファーフという言葉には「血を流す者」という意味もあり、サッファーフが大規模な粛清を行ったこと、ウマイヤ家の残党狩りに熱心だったことから、そうしたラカブが付けられたとする説もある。
即位後にサッファーフは内外の敵から勝利を収め、跡を継いだ兄マンスールによる国家体制構築の基盤を作り上げた。しかし、国家は安定した状態に置かれていたとは言い難く、北方の領土はしばしばビザンツ帝国の攻撃に晒されていた。

## 生涯

### 即位前
アブー・アル＝アッバースは、アッバース家の家長ムハンマド・イブン・アリー・イブン・アブドゥッラーフと、ハーリス家のライタ・ビント・ウバイドゥッラーの子としてヨルダン南部のフマイマ村で誕生した。アブー・アル＝アッバースの前半生は不明確である。
743年にムハンマド・イブン・アリー・イブン・アブドゥッラーフは没し、彼の跡を継いだ長子でアブー・アル＝アッバースの兄にあたるイブラーヒームはウマイヤ朝打倒の運動を開始した。ホラーサーン地方に派遣されたダーイー（宣教師）のアブー・ムスリムは現地で蜂起し、ホラサーニーと呼ばれる軍隊を率いてイラクに向けて進軍した。748年にウマイヤ朝によってイブラーヒームが投獄された後（翌749年に獄死、もしくは処刑される）、アブー・アル＝アッバースは兄のアブー・ジャアファルをはじめとする親族とともにイラクのクーファに避難する。
749年9月にホラーサーンの革命軍はクーファに入城し、誰が新しいイマーム（指導者）となるかが問題になる。シーア派の要人アブー・サラマはシーア派の人物をカリフに選出することを望んだが、アブー・サラマらホラーサーンの革命軍はアブー・サラマに先んじてアブー・アル＝アッバースをカリフに推戴してバイア（忠誠の誓い）を行い、アブー・サラマもやむなくアブー・アル＝アッバースの即位を認める。アブー・アル＝アッバースの即位の経緯については、四代目正統カリフ・アリーが伝えた「黄色の書」にまつわる異説がある。アブー・アル＝アッバースの父ムハンマドが保管していた「黄色の書」にはアッバース革命における出来事が正確に予言され、クーファ制圧後に「黄色の書」を確認した将軍ハサン・ブン・カフタバは、初代カリフとなる人物が持つ「カリフの徴」をアブー・アル＝アッバースの背中に見つけたため、ただちにバイアが行われたといわれている。「黄色の書」にまつわる逸話はアブー・アル＝アッバースを預言者ムハンマドになぞらえるための後世の創作であり、アッバース革命が武力による簒奪ではなく神の意思に基づいたものと仄めかす意図があったと考えられている。
11月28日、アブー・アル＝アッバースはクーファの金曜礼拝で行ったフトバ（説教）で革命に協力した人間に褒賞を約束し、フトバの中で自らを「サッファーフ」と称した。長幼の序列がないイスラームの戒律では相続などの法的場面において兄弟は平等に扱われ、兄のアブー・ジャアファルがベルベル人の女奴隷を母に持つためにアブー・アル＝アッバースがカリフに選ばれたと考えられている。また、アブー・ムスリムらが剛毅なアブー・ジャアファルよりもアブー・アル＝アッバースの方が制御しやすいと判断したために、彼をカリフに選出されたと推測する意見もある。

### カリフ即位後
サッファーフが即位した時点では、イラクはアッバース朝の支配下に入ったが、シリアはいまだにウマイヤ朝のカリフ・マルワーン2世の支配下に置かれていた。また、イベリア半島、北アフリカ、オマーン、シンドにはアッバース朝の権威は行き届いておらず、イラクにおけるウマイヤ朝の拠点であるワーシトは頑強に抵抗を続けていた。サッファーフはクーファ郊外に軍事基地を設置し、クーファに集まった各地の人々はサッファーフに忠誠を誓った。力をつけたサッファーフはマルワーン2世の攻撃を行う人物を募り、叔父のアブドゥッラーに追撃を命じる。750年1月にアブドゥッラーはチグリス川の支流である大ザーブ川のほとりでマルワーン2世を破った後にシリアに進軍し（ザーブ川の戦い）、ダマスカスを陥落させてシリア全土を征服する。750年8月にアブドゥッラーの追撃隊はエジプトに進み、この地に逃れていたマルワーン2世を殺害する。同750年にアブー・ジャアファルとハサン・ブン・カフタバが、ワーシトに立て篭もったウマイヤ朝の総督ヤズィード・ビン・フバイラを破る。
サッファーフは各地に軍隊を派遣して潜伏していたウマイヤ家の一族を殺害し、ウマイヤ家の残党狩りにおいては叔父のアブドゥッラーが中心的な役割を果たしていた。ウマイヤ家への苛烈な攻撃は彼らへの同情を生み、シリア、メソポタミアで反アッバース家の反乱が起きる。反乱の参加者は髭を剃ってアッバース家への忠誠を拒む意思を示したが、サッファーフは政治的な手段によって反乱を鎮圧し、有利な条件を提示された反乱者はアッバース朝に帰順する。また、カリフ・ヒシャームの孫アブド・アッラフマーン1世はアッバース朝の目をかいくぐってイベリア半島に逃れ、コルドバを首都として後ウマイヤ朝を創始する。
かつてアリー家の人間をカリフに推戴しようとしたアブー・サラマの処遇が問題となっていたが、サッファーフはアブー・ジャアファル、アブー・ムスリムと謀り、アブー・ムスリムが派遣した刺客によってアブー・サラマは暗殺される。サッファーフは一族を各地の総督に任じ、アブー・ジャアファルをジャズィーラ（メソポタミア）、叔父アブドゥッラー、スライマーン、サーリフをそれぞれシリア、バスラ、エジプトに、従兄弟のイーサー・ブン・ムーサーをクーファに派遣する。また、功労者のアブー・ムスリムには引き続きホラーサーンの支配を認めた。周囲にはイスラーム法に知悉した人間を置き、彼らに助言を仰いだ。
シーア派の勢力が強いクーファを嫌って一時期ハーシミーヤに移り、さらに752年にユーフラテス川沿岸のアンバールの近郊に移住してこの地を将来の首都に定めた。アッバース革命において大きな役割を果たした過激シーア派が統治の障害になると考え、アブー・ムスリムに命じてホラーサーンの過激シーア派の弾圧を行った。東方においては、751年7月にアブー・ムスリムが派遣した将軍ズィヤード・ブン・サーリフがタラス河畔の戦いで唐に勝利を収めた。しかし、中央集権化を推進するサッファーフら中央の政府とアブー・ムスリムらホラーサーン勢力の関係は悪化し、ホラーサーンではズィヤードをはじめとする親カリフ派の人間が処刑される。754年、アブー・ムスリムは異心を抱いていないことを示すためにアンバールを訪れ、サッファーフは彼と歓談した。この際にアブー・ジャアファルはサッファーフにアブー・ムスリムの排除を進言したが、サッファーフはアブー・ムスリムの暗殺をためらい、計画は実行に移されなかった。
754年6月、アブー・ジャアファルとアブー・ムスリムがメッカ巡礼に出立している時、アンバールにおいてサッファーフは天然痘に罹って病没する。サッファーフの死後、彼が生前に継承者に指名していたアブー・ジャアファルがカリフの地位を継承する。

## 人物像
- サッファーフは任務に忠実で他者に信頼を置ける寛大な君主と評価されている[23]。当時の慣習に反して妻はウンム・サルマ一人しか持たず、彼女を寵愛した[23]。彼が没した時、息子のムハンマドと娘のワイタが遺され、ワイタは後に従兄弟のマフディーと結婚する[24]。

- 750年6月25日、アウジャー川岸のアル・フトルス（古代のアンティパトリス）でウマイヤ一族80名を招待して宴会していた最中に、兵士を乱入させて騙し討ちにして虐殺し、死者や瀕死の者の上に皮を被せて、その上で宴会を続けることを命じた[要出典]。